# 米勒氏鱂
米勒氏鱂為輻鰭魚綱鯉齒目鯉齒亞目鯉齒鱂科的其中一種，分布於中美洲墨西哥新萊昂州聖費爾南多流域，體長可達3.5公分，棲息在泥底質的混濁水域。

## 擴展閱讀
維基物種上的相關：米勒氏鱂